# Agadir Challenger 1985
L'Agadir Challenger 1985 è stato un torneo di tennis facente parte della categoria ATP Challenger Series nell'ambito dell'ATP Challenger Series 1985. Il torneo si è giocato a Agadir in Marocco dal 21 al 27 gennaio 1985 su campi in terra rossa.

## Vincitori

### Singolare
Gabriel Urpi ha battuto in finale  David de Miguel Lapiedra con il punteggio di 2–6, 6–4, 6–0

### Doppio
Paolo Canè /  Claudio Mezzadri hanno battuto in finale  Alessandro De Minicis /  Olli Rahnasto con il punteggio di 6–4, 6–4